# Governo da Fusão
O 27.º governo da Monarquia Constitucional, ou 6.º governo da Regeneração, mais conhecido por governo da Fusão por juntar regeneradores e históricos, é a designação dada ao executivo de coligação nomeado a 4 de setembro de 1865 e exonerado a 4 de janeiro de 1868, e presidido por Joaquim António de Aguiar.
Facto marcante deste governo foi a abolição da pena de morte para os crimes civis, em 1 de julho de 1867, através da promulgação do novo Código Civil.
Este governo acabaria por cair no início do ano de 1868 na revolta a que se chamou Janeirinha, que tinha por base o protesto contra as leis que criavam o imposto de consumo e procediam à reforma administrativa do território.
A sua constituição era a seguinte:
| Cargo                                                                                 | Detentor | Detentor                                                       | Período                                         |
| ------------------------------------------------------------------------------------- | -------- | -------------------------------------------------------------- | ----------------------------------------------- |
| Presidente do Conselho de Ministros                                                   |          | Joaquim António de Aguiar (1792–1874)                          | 4 de setembro de 1865 a 4 de janeiro de 1868    |
| Ministro e Secretário de Estado dos Negócios do Reino                                 |          | Joaquim António de Aguiar (1792–1874)                          | 4 de setembro de 1865 a 9 de maio de 1866       |
| Ministro e Secretário de Estado dos Negócios do Reino                                 |          | João Martens Ferrão (1824–1895)                                | 9 de maio de 1866 a 4 de janeiro de 1868        |
| Ministro e Secretário de Estado dos Negócios Eclesiásticos e de Justiça               |          | Augusto César Barjona de Freitas (1834–1900)                   | 4 de setembro de 1865 a 4 de janeiro de 1868    |
| Ministro e Secretário de Estado dos Negócios da Fazenda                               |          | António Maria de Fontes Pereira de Melo (1819–1887)            | 4 de setembro de 1865 a 4 de janeiro de 1868    |
| Ministro e Secretário de Estado dos Negócios da Guerra                                |          | Conde de Torres Novas (1797–1865)                              | 4 de setembro de 1865 a 11 de novembro de 1865  |
| Ministro e Secretário de Estado dos Negócios da Guerra                                |          | Visconde da Praia Grande de Macau (interino) (1808–1883)       | 26 de setembro de 1865 a 22 de novembro de 1965 |
| Ministro e Secretário de Estado dos Negócios da Guerra                                |          | Salvador de Oliveira Pinto da França (1822–1866)               | 22 de novembro de 1865 a 20 de abril de 1866    |
| Ministro e Secretário de Estado dos Negócios da Guerra                                |          | Visconde da Praia Grande de Macau (interino) (1808–1883)       | 16 de fevereiro de 1866 a 9 de maio de 1866     |
| Ministro e Secretário de Estado dos Negócios da Guerra                                |          | António Maria de Fontes Pereira de Melo (interino) (1819–1887) | 9 de maio de 1866 a 4 de janeiro de 1868        |
| Ministro e Secretário de Estado dos Negócios da Marinha e Ultramar                    |          | Visconde da Praia Grande de Macau (1808–1883)                  | 4 de setembro de 1865 a 4 de janeiro de 1868    |
| Ministro e Secretário de Estado dos Negócios Estrangeiros                             |          | Conde de Castro (1794–1878)                                    | 4 de setembro de 1865 a 9 de maio de 1866       |
| Ministro e Secretário de Estado dos Negócios Estrangeiros                             |          | José Maria do Casal Ribeiro (1825–1896)                        | 9 de maio de 1866 a 4 de janeiro de 1868        |
| Ministro e Secretário de Estado dos Negócios Estrangeiros                             |          | João de Andrade Corvo (interino) (1824–1890)                   | 14 de dezembro de 1866 a 24 de dezembro de 1866 |
| Ministro e Secretário de Estado dos Negócios Estrangeiros                             |          | João de Andrade Corvo (interino) (1824–1890)                   | 19 de julho de 1867 a 20 de agosto de 1867      |
| Ministro e Secretário de Estado dos Negócios das Obras Públicas, Comércio e Indústria |          | Conde de Castro (1794–1878)                                    | 4 de setembro de 1865 a 9 de maio de 1866       |
| Ministro e Secretário de Estado dos Negócios das Obras Públicas, Comércio e Indústria |          | José Maria do Casal Ribeiro (1825–1896)                        | 9 de maio de 1866 a 6 de junho de 1866          |
| Ministro e Secretário de Estado dos Negócios das Obras Públicas, Comércio e Indústria |          | João de Andrade Corvo (1824–1890)                              | 6 de junho de 1866 a 4 de janeiro de 1868       |